# 냉병기

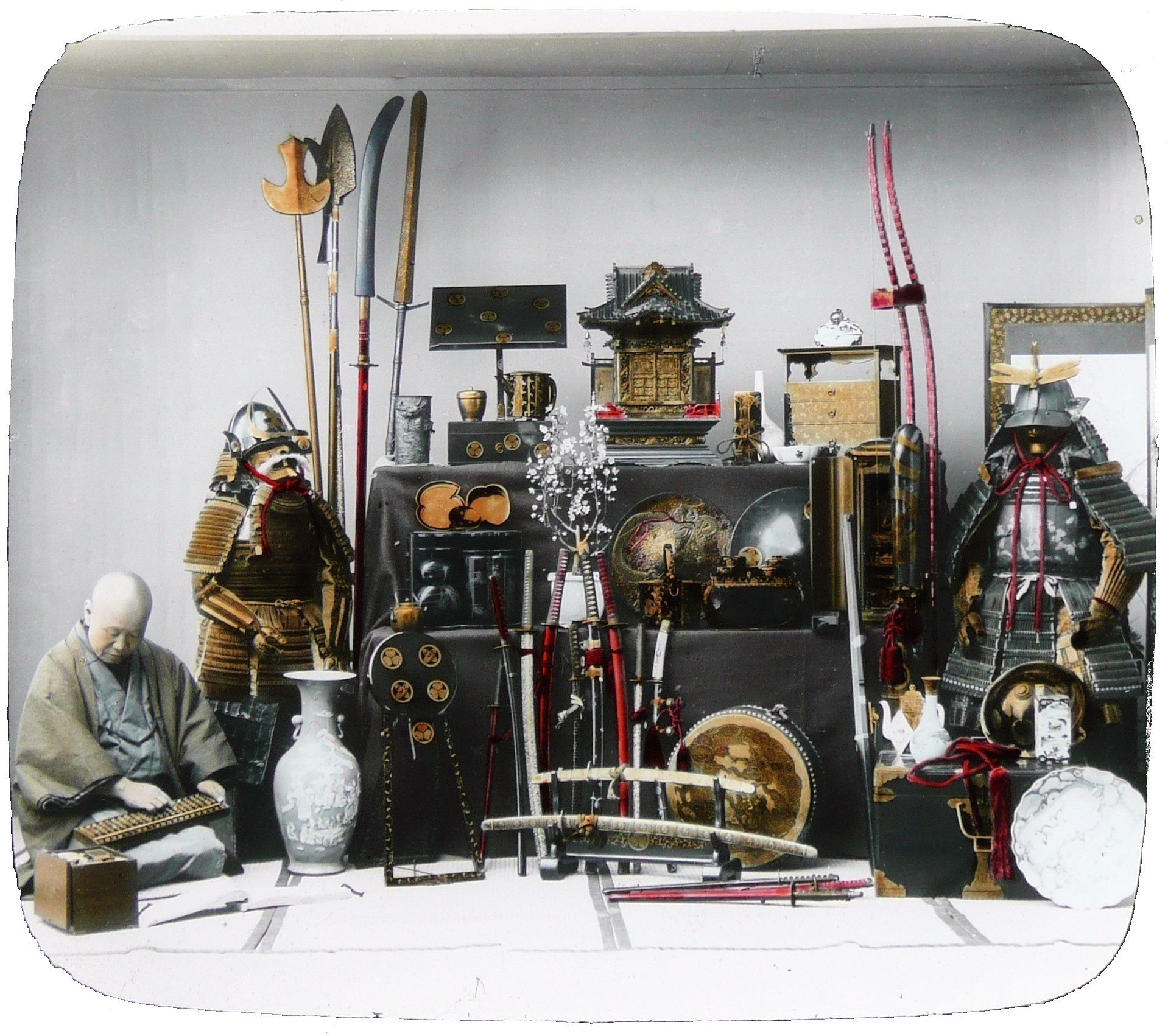
일본 냉병기, ca.1892-1895.

냉병기(冷兵器)는 화약이나 기타 폭발성 물질을 사용하여 발생하는 화재나 폭발(예: 연소 행위)을 수반하지 않는 무기를 말한다.

## 같이 보기
- 코일건